# Lucio Cornificio
Lucio Cornificio  fue un político y militar romano, miembro de la gens Cornificia, que ocupó el consulado en el año 35 a. C.

## Familia
Por su praenomen, probablemente era hijo del acusador de Milón. 

## Carrera política
En 43 a. C., Cornificio, como tribuno de la plebe  ejerció la acusación frente a Marco Junio Bruto ante el tribunal que juzgó a los asesinos de Julio César, en el marco de la aplicación de la Lex Pedia. En 38 a. C., Augusto le dio el mando sobre la flota que se enfrentó a Sexto Pompeyo, y se distinguió militarmente en las batallas que tuvieron lugar alrededor de las costas de Sicilia, llegando a capturar el barco de Demócares, el almirante de la flota pompeyana.
En 36 a. C. tuvo el mando de parte de un ejército desembarcado en Sicilia y logró solventar una difícil situación al llevar a sus tropas, compuestas por tres legiones, sanas y salvas desde Tauromenio a Mylae, donde se encontraba el ejército de Marco Vipsanio Agripa. Por todos estos servicios recibiría el honor del consulado en 35 a. C.
En 35 a. C. sucesor de Tito Estatilio Tauro en el gobierno de la provincia de África, con el probable título de proconsul, cargo que ejerció hasta el 32 a. C., celebrando un triunfo ex Africa el 3 de diciembre de ese año.
Se dice de Cornificio que se consideraba con el derecho, por salvar la vida de sus soldados, de viajar a su casa en Roma en un elefante cada vez que cenaba fuera. Como otros generales de Augusto, tuvo que invertir parte de su patrimonio para embellecer la ciudad y Cornificio construyó el templo de Diana en el Aventino.
Se le atribuye la obra Rhetorica ad Herennium, pero también podría corresponder a Quinto Cornificio el Joven o a alguien más.